# همراز (فیلم)
همراز (به هندی: Humraaz) یا محرم اسرار فیلمی محصول سال ۲۰۰۲ و به کارگردانی عباس-موستان است. در این فیلم بازیگرانی همچون بابی دئول، آکشای کانا، آمیشا پاتل، جانی لور ایفای نقش کرده‌اند.